# La Longue Nuit
 (juillet 2022).
La mise en forme du texte ne suit pas les recommandations de Wikipédia : il faut le « wikifier ».
Les points d'amélioration suivants sont les cas les plus fréquents. Le détail des points à revoir est peut-être précisé sur la page de discussion.
- Les titres sont pré-formatés par le logiciel. Ils ne sont ni en capitales, ni en gras.
- Le texte ne doit pas être écrit en capitales (les noms de famille non plus), ni en gras, ni en italique, ni en « petit »…
- Le gras n'est utilisé que pour surligner le titre de l'article dans l'introduction, une seule fois.
- L'italique est rarement utilisé : mots en langue étrangère, titres d'œuvres, noms de bateaux, etc.
- Les citations ne sont pas en italique mais en corps de texte normal. Elles sont entourées par des guillemets français : « et ».
- Les listes à puces sont à éviter, des paragraphes rédigés étant largement préférés. Les tableaux sont à réserver à la présentation de données structurées (résultats, etc.).
- Les appels de note de bas de page (petits chiffres en exposant, introduits par l'outil «  Source ») sont à placer entre la fin de phrase et le point final[comme ça].
- Les liens internes (vers d'autres articles de Wikipédia) sont à choisir avec parcimonie. Créez des liens vers des articles approfondissant le sujet. Les termes génériques sans rapport avec le sujet sont à éviter, ainsi que les répétitions de liens vers un même terme.
- Les liens externes sont à placer uniquement dans une section « Liens externes », à la fin de l'article. Ces liens sont à choisir avec parcimonie suivant les règles définies. Si un lien sert de source à l'article, son insertion dans le texte est à faire par les notes de bas de page.
- La présentation des références doit suivre les conventions bibliographiques. Il est recommandé d'utiliser les modèles {{Ouvrage}}, {{Chapitre}}, {{Article}}, {{Lien web}} et/ou {{Bibliographie}}. Le mode d'édition visuel peut mettre en forme automatiquement les références.
- Insérer une infobox (cadre d'informations à droite) n'est pas obligatoire pour parachever la mise en page.

Pour une aide détaillée, merci de consulter Aide:Wikification.
Si vous pensez que ces points ont été résolus, vous pouvez retirer ce bandeau et améliorer la mise en forme d'un autre article.

La Longue Nuit (allemand : Die Lange Nacht) est un récit autobiographique d’Ernst Israel Bornstein (1922-1978) sur sa survie pendant la Seconde Guerre mondiale. Entre ses 19 et 22 ans, il traverse sept camps de concentration. Rédigé en yiddish dans les années 1950, c’est l’un des tout premiers témoignages de l’horreur concentrationnaire.
Ses nombreuses qualités historiques et littéraires ont incité Lord Finkelstein, le rabbin Lord Jonathan Sacks, Jonathan Dimbledy and Dan Snow à distinguer ce livre en 2016 peu de temps après la publication de sa traduction anglaise, vendu à plus de 20 000 exemplaires.

## Le récit
Ernst Bornstein fait le récit de son quotidien dans les différents camps de concentration, leur organisation et le traitement des prisonniers. Le ton du récit est délibérément neutre et objectif, malgré des qualités stylistiques et poétiques saluées par la critique. Dans l’introduction, Bornstein affirme sa volonté de relater les faits avec un parti pris d’impartialité : « Dans ce récit, j’ai essayé de relater ces expériences de sorte à laisser les faits parler d’eux-mêmes, sans faire de commentaires, ni accabler le lecteur avec des émotions personnelles. » (La longue nuit, Ernst Bornstein, traduction de Colin Reingewirtz, Hermann, 2022).
The Times a ainsi trouvé ce récit remarquable : « Bien plus qu’un témoignage […] ce livre restitue une sociologie des camps de concentration », de même que l'Allgemeine Düsseldorf : «  Un livre qui allie une rare objectivité factuelle, loin des jugements collectifs, et une étonnante poésie »

## Biographie d’Ernst Bornstein
Ernst Bornstein est né à Zawiercie, en Pologne, en 1922, l'aîné de quatre enfants. Il fait ses études dans des écoles juives et est un étudiant talentueux parlant allemand, yiddish et polonais. Lors de l’invasion allemande en 1939 Ernst a 17 ans, il est arraché à sa famille et passe les quatre années consécutives dans les camps de travail de Grünheide, Markstadt, Fünfteichen, Grossrosen, Flossenbürg, Leonberg et Mühldorf.
Après la libération Ernst suit une formation de dentiste, puis de médecin après avoir été admis à l'université de Munich. Il établit un cabinet médical et commence à rassembler ses mémoires après avoir découvert que beaucoup de ses patients ne savaient rien de l'Holocauste.

## Publication de l'ouvrage et réception
Lorsqu’Ernst cherche à faire publier son récit, les éditeurs hésitent, préférant ne pas parler de la sombre histoire de l'Allemagne. Malgré cela, lors de la parution de Die Lange Nacht en 1967, le livre est très bien accueilli, obtenant même une critique dans le Times Literary Supplement, bien qu’il ne soit publié qu’en allemand. Rapidement le livre s’impose comme une référence incontournable de la littérature allemande sur la Shoah, au même titre que les ouvrages de, par exemple, Primo Levi, Elie Wiesel, Robert Antelme ou Imre Kertész.

## Traductions
Avec l'aide d'un traducteur professionnel, la fille de Bornstein, Noémie, traduit Die Lange Nacht (The long night) en anglais et le publie en 2015. Le livre comprend une lettre préfacée de David Cameron.
Une nouvelle édition allemande est publiée aux éditions Europäische Verlagsanstalt, et rééditée en 2020 avec une préface de Charlotte Knobloch.
Le livre est traduit en français par Colin Reingewirtz et publié aux éditions Hermann en 2022.